# ディバイン・クルセイダーズ
ディバイン・クルセイダーズ（英語: Divine Crusaders）とは、『スーパーロボット大戦シリーズ』に登場する架空の組織である。略称はDC。本項では上部組織であるEOT特別審議会、前身となったEOTI機関、および再結成されたノイエDCについても解説する。
名前は中世ヨーロッパの十字軍に由来する。

## 概要
以下、英字名称のあるものは北米版『OG』における表記。『OG』に登場したことのあるキャラクターのスペルはOG特典小冊子より。国内版と北米版『OG』で名前が違うものは（日本版 / 北米版）の順に表記する。

### EOT特別審議会
(EOT Council)
αシリーズ
LTR機構、テスラ・ライヒ研究所、国際警察機構ら合同調査団による「第一次ASS-1調査中間報告書」を受け新西暦180年1月に発足。エアロゲイターとの抗戦を困難と考え、地球圏脱出計画を立案。
OGシリーズ
連邦政府直轄の機関。連邦政府安全保障委員会に属する13名で構成される。議長はカール・シュトレーゼマン。メテオ3落下後、調査団による「第一次メテオ3調査中間報告」を受け新西暦179年に発足した。EOTやエアロゲイター関連の情報を機密とする目的を持ち、メテオ3も世間にはただの隕石として報道されていた。
異星人の強大さを知り、地球脱出計画に基づくシロガネの管理、地下人工冬眠施設を建造するプロジェクト・アークの推進とクレイドル防衛兵器の開発をEOTI機関に依頼するなど、延命・逃亡策を重視。さらには無条件降伏をも画策。障害となる量産型ゲシュペンストMk-IIの大量配備を阻止し、抗戦派のビアンを敵視してEOTI機関を厳重な監視下に置いたが、その甲斐もむなしくDCの蜂起によって足をすくわれた。DC戦争終結とともにアイドネウス島攻略の功績をハガネ隊から奪って連邦軍上層部の掌握にかかり、L5戦役初期においては連邦軍に対し自衛も含め一切の戦闘行為を禁止させたが、DC残党軍のジュネーブ攻撃により打撃を受け影響力が弱まる。その後生き残ったメンバーはシロガネに乗り込み、「独自の交渉」と称した逃亡を試みるも、ヴィレッタの攻撃により全滅した。

### EOTI機関
(EOT Investigative Committee)
αシリーズ
南アタリア島に落下したASS-1（マクロス）の調査を目的として結成された学術機関。調査のために優秀な科学者が集められており、責任者には稀代の天才科学者であるビアン・ゾルダークが招かれた。この後間もなくテスラ研がEOTI機関の傘下に入る。
OGシリーズ
メテオ3の調査のために結成された学術機関。新西暦180年発足。この際にテスラ研から多くのメンバーが移籍した。のちにDCの母体となる。

### ディバイン・クルセイダーズ
DC戦争シリーズ
様々な観測データから異星人の地球侵略を予見し建造したヴァルシオンだけでは力不足と感じたビアン博士によって、ヴァルシオンを旗印にサイド3の軍隊（DC戦争シリーズの世界にジオン公国は存在しない）やDr.ヘル軍団、ミケーネ帝国など各地で暗躍していた武装勢力を吸収併合して結成した軍事結社。
その目的は全世界をDCの名の下に武力で統一し、いずれ来るであろう地球侵略を目論む異星人を撃退することである。後に「人類を鍛えるために自ら悪を演じたのではないか」とホワイトベース隊の面々が語っている。『第2次G』ではDCのみならず裏ではジン・ジャハナムを名乗り、対抗勢力としてのリガ・ミリティアも結成し、勝利した方が地球圏を守護すればよいと考えていた。
ビアンの死後DCは崩壊したが『第3次』でザビ家、『第4次/S』ではメガノイド、『F/完結編』ではハマーン・カーンによって復活する。しかしビアンの目指した理念はなく、勝利のためには倒すべき敵であるはずの異星人（『第3次』では異星人、『第4次/S』ではゲストやバーム星人）と手を結び、地球連邦政府打倒のために（『第4次/S』では全人類のメガノイド化のために）戦う反地球連邦勢力の傀儡となっていた。
『第3次』では、途中から「あくまで異星人を叩く」と主張するギレン・ザビ、ドズル・ザビ派と、「異星人と同盟を結び地球連邦を倒す」と主張するキシリア・ザビ派の内輪揉めになっており、異星人と戦う意志のある人物も少なからず存在していた。ただし異星人撃退と地球連邦との戦闘、どちらを優先させるかについては人物によって思想に違いがあり、一枚岩とは言えなかった。前者優先の例としてアナベル・ガトーは「DCは異星人と戦ってこそ大義がある」という信念を掲げ、ロンド・ベルに対し独自の判断で一時休戦を申し入れることで異星人との戦闘に専念したり、秘密裏に異星人と同盟を結ぼうと暗躍したバスク・オムに反逆したり（一方バスク側も、ガトーの主義主張を知ると計画の邪魔となると判断し始末しようとしていた）、ルートによってはDCを離反しロンド・ベルに合流してザビ家と戦っている。
『第4次/S』『F/完結編』では地球連邦政府を倒すためDC残党として戦い続ける者、ティターンズに参加し、『EX』のラ・ギアス事件で主要戦力が行方不明になっていたロンド・ベル隊に変わり、DC残党狩りなどの治安維持活動を行う者、ノイエDC（後述）に入り地球連邦を敵としつつ、あくまで異星人と戦う意志のある者に分かれた。しかし思惑通りの組織に入った者ばかりではないようで、DC残党として生き残ったザビーネ・シャルは、ビアンの思想を無視する現在のDCの姿勢を嘆いていた。
αシリーズ
EOT研究機関として登場。本シリーズではマクロスを物的証拠としてビアンの訴えが地球連邦政府に聞き入れられたことから正当な研究機関となっている。新西暦183年1月、新中州重工やストンウェル社ら軍事企業の資金援助により設立され、連邦政府も地球脱出計画への協力と引き換えに設立を承認した。弓教授、早乙女博士、南原博士、四ッ谷博士、剛光代、葉月博士らロボット研究の第一人者を招いて会合の場を設け、それ以降の各研究所におけるスーパーロボットの開発支援を行っている。
本部は南アタリア島。同島にはマクロスとEOTの防衛のため実働戦力としてSDFが並立して存在する。またSRX計画の関連として東京湾海上都市にDC日本支部が設置された。総裁であるビアン博士が木星で行方不明になった後は副総裁のシュウ・シラカワが総裁代理になって活動していたが、『α外伝』でのシュウの裏切りで崩壊した。
『第2次α』で参戦した『勇者王ガオガイガー』のGGGの代役であったとのこと（プロデューサの寺田は『α』の時点でガオガイガーを参戦させる予定だったと語っている）。『α』でDC日本支部が東京湾海上都市に置かれているのもGアイランドシティの名残である。『第2次α』ではGアイランドシティはDC日本支部を基にして建設されることとなる。
OGシリーズ
メテオ3を物的証拠としてビアン博士の訴えは聞き入れられていたが、EOTの解析が進み異星人の技術力の高さが判明すると、地球連邦政府のEOT審議会は自分たちの保身のため、秘密裡に異星人に全面降伏し地球を売り渡そうとしていた。そのため、軍需企業の後援をもとに独自にアーマードモジュールを開発し、南極会談を襲撃して異星人との交渉を決裂させ、新西暦186年11月3日、地球連邦政府に宣戦布告する。当初は連邦軍を劣勢に追い込むが、ハガネ隊に本拠地アイドネウス島へ乗り込まれビアンは戦死する。その目的は自らが敵となることで異星人に対抗しうる戦力を発掘し育て上げること、それが叶わない場合は連邦政府を打倒し軍事政権を打ち立てることにあった。
ビアンが総帥であった当初は襲撃対象を連邦軍に関連する施設に限定し、市街地に対しては攻撃を控えていた。ビアンの死後は副総帥のアードラー・コッホが世界征服のために指揮を執るが、当初の目的は失われ彼や一部の取り巻きたちの欲望で動く私兵集団と化していた。ビアンはアードラーがDCの理念を忘れ私欲に走ることを予見しており、彼の遺志を継いだゼンガー・ゾンボルトやエルザム・V・ブランシュタインに導かれたハガネ・ヒリュウ隊によってアードラーが打倒され完全に崩壊する。

#### ラストバタリオン
(Last Battalion)
DC戦争シリーズ
カロッゾ・ロナを指揮官とするDC最強の部隊。ザビーネ・シャルやドレル・ロナなどクロスボーン・バンガードのパイロット、ギュネイ・ガスなどネオ・ジオンのパイロットが所属するほか、恐竜帝国のキャプテン・ラドラなども在籍していた。
『第4次』でもDC残党としてカロッゾがザビーネ、ドレル、アンナマリーを率いて終盤に登場するが、ザビーネはビアンの思想に忠実だったようで、本来の思想を無視するDCの姿勢を嘆いていた。『第4次S』ではカロッゾ、さらにはDC全体を見限り姿を消した。この戦いでカロッゾも戦死し事実上部隊は壊滅する。
OGシリーズ
エルザムとテンペスト・ホーカーを指揮官とするビアン親衛隊。ハガネ隊との決戦ではビアンの命令でアイドネウス島に最後まで残っていた。その後はエルザムの下、クロガネのクルーとして連邦軍に非公式に協力している。

### ノイエDC
(Neo DC)
第4次/S
ハマーン・カーン、エギーユ・デラーズらDC残党の一部が地球圏の経済救済を旗印にして結成した組織。盟主はミネバ・ラオ・ザビとされるが、実質はハマーンとデラーズが中心人物である。宇宙を中心に活動しており、当初はロンド・ベルやエゥーゴと敵対関係にあったが、異星人打倒のために一時的に休戦協定を結ぶ。しかしゲストの戦力の前に壊滅し、デラーズはゲストの部隊を巻き添えにして自爆、ハマーンもミネバをジュドー・アーシタに託して姿を消した。
αシリーズ
『α外伝』でDCは崩壊したが、ノイエDCとしてではなく後継となる別組織が『第2次α』で登場している。
OGシリーズ
元DCのバン・バ・チュン大佐を中心に、ユウキ・ジェグナン等のDC残党兵やシャドウミラー、アースクレイドルの協力を得て結成した組織。しかし内情はシャドウミラーとイーグレット・フェフなどの思惑が入り乱れており、一枚岩とは言えなかった。当初はデザートクロス作戦の成功などで連邦軍に対して優位に立っていたが、インスペクターの侵攻をきっかけに内部分裂を起こして迷走を始める。バンは連邦軍との一時的な同盟を選択するも、シャドウミラーは闘争の世界を目指すためにインスペクターと接触し、アギラやイーグレット、アーチボルドは己の欲望のためだけに行動するようになる。オペレーション・プランタジネットにおけるシャドウミラーとアーチボルドの裏切りで事実上崩壊し、残党軍はイーグレットなどに率いられてアースクレイドルに立て篭もるもハガネ隊の襲撃で壊滅する。現在はロレンツォが残存勢力をまとめているが不安定な状態であり、『第2次OG』では一部の残党兵がラ・ギアスに召喚されているが、ロレンツォをはじめとする残存戦力自体はムラタ曰く「連絡すら取れなくなった」と発言しているなど消息は不明。

## 人物

### ビアン・ゾルダーク
(Bian Zoldark)
声：飯塚昭三
DC（ディバイン・クルセイダーズ）の総帥。男性。44歳。
『第2次』では本人の観測から、『OG』ではメテオ3の落下から（『OG2』のウェンドロの発言によるとメテオ3落下以前から予期していた模様で、これが自身の私財を投げ打ってテスラ・ライヒ研究所を設立した理由の一つとなっている）、異星人の存在とその襲来を早くから察知し、『第2次』では地球防衛用の究極ロボ・ヴァルシオンを開発したがそれだけでは力不足と感じ、人類の意志を一つに纏め上げるために、『OG』ではEOT特別審議議会が自分たちの保身を目的として秘密裡に異星人に全面降伏しようとしたため、独自にDCを結成。南極事件を機に宣戦布告する。その真意は地球連邦や人類に地球の危機を理解させることであり、最後は自らヴァルシオンでハガネ隊（『第2次』ではホワイトベース隊）に戦いを挑むが敗れ世を去る。『α』シリーズではその主張が認められたため、正反対の立場となっている（ゆえにDC自体が味方陣営となった）。その際、人類の行方を見据えて「人類に逃げ場なし」との言を残している。『α』では娘リューネと共に木星に赴いた後行方不明となっていたため本人は登場しなかったが、αシリーズ完結作である『第3次α』では終盤ひょっこりと姿を現している。
強いカリスマ性を持ち、DC戦争シリーズでは様々な版権作品のキャラクターを率いた。『OG』シリーズでもそのカリスマ性が発揮され、後述のDC及び後のノイエDCのメンバーが集まった。基本的に他人に利用される立場になるのを嫌うシュウですら「彼の思想に惹かれた」という理由でビアンに協力していた。
科学者としても、自身の搭乗機であるヴァルシオンの開発を行うなど超一流。『OG2』ではダイゼンガーやアウセンザイターの開発も行っていたが、機体が完成したのはビアンの死後であった。『OG』ではアイドネウス島にDC本部を置いた理由がメテオ3の監視であること、ビアンの頭脳をもってしてもメテオ3の正体を完全には解明できなかったことが語られている。
『LOE』で「ビアンを殺したのはマサキ」であることがリューネの口から明かされており、以後の『α ORIGINAL STORY』や『DW』でもマサキがビアンにトドメを刺している。
ロボットアニメ好きという趣味を持ち、ヴァルシオンの身長・体重がコン・バトラーVとまったく同じになっているあたりにその趣味を窺い知れる。『DW』ではゲーテを好む一面が明かされ、『5月の歌』の一節を用いて母なる地球に対する愛とそれを人類が自らの手で守ることの重要性を説いた。
専用BGMは「ヴァルシオン」（オレグ（ヴァルシオン改タイプCF搭乗時）も同様。北米版『OG2』での曲名は「The Valsion」）。

### バン・バ・チュン
(Van Vat Tran)
声：宝亀克寿
ビアンを崇拝する元DCの軍人で、後にノイエDCを結成した。男性。48歳。階級は大佐。元々は民族解放運動のリーダーであり、ビアンに共鳴しDCに参加した経緯を持つ。
DCによって異星人から地球を守るべく、DC戦争で生き延びた兵士達を集め、さらにはアースクレイドル、シャドウミラーからの協力も取り付ける。しかしアーチボルトやフェフ、シャドウミラーらの独自の思惑を持った者達をまとめ上げることができず、ノイエDCの内部分裂を招く。結局、彼らに散々利用された挙句にオペレーション・プランタジネットで裏切られることになる。ユウキとカーラ、ハガネ・ヒリュウ隊を逃がすためグレイターキン、ガルガウにライノセラスで特攻し散った（『OGIN』ではガルガウはこのシーンに登場せず、オペレーション・プランタジネットで交戦するインスペクター指揮官機はグレイターキンのみになっている,『OGROA』ではヴァルシオン改・タイプGF搭乗）。
死の間際、ユウキとカーラに「ハガネと共に行きインスペクターを倒せ」と言い残すなど部下思いの面を見せており、バンを慕うノイエDCの兵士達も多かった。インスペクターの襲来に対して連邦軍と同盟を組むなど柔軟な対応も取る。
『DW』ではビアンの演説の際のアードラーやロレンツォと共に並んでいる姿を確認できる。

### アードラー・コッホ
(Adler koch)
声：山下啓介
DCの副総帥。男性。70歳。
無人兵器による世界征服の野望を目論む。機動兵器の操縦に天性の才能を持ち訓練を必要としない子供「アドバンスド・チルドレン」に着目し研究している。かつては兵士養成機関「スクール」の責任者であり、非人道的な実験を行っていた。目的達成のためならば手段を選ばず、ラトゥーニやアラド、ゼオラ、シャイン王女たちを実験動物のように扱う。テンザン・ナカジマをパイロットに抜擢した人物でもあるが、彼の勝手な行動には手を焼いていた模様。ビアン博士の死後はDCを私物化し、ユルゲン博士のODEシステムを妨害したりしている（『OGs』ではDC戦争の最中に行っている。ただしAAM-ODEシステムの欠陥も見抜いていた可能性がある）。その大義のない利己的な行動から、最後は部下達からも見捨てられ、旗艦に一人とり残された状態で爆死する。『DW』ではヴァルシオン改で逃走を図るがグルンガスト零式に一刀両断される。『Record of ATX』ではリリー・ユンカースに射殺された。

### アーチボルド・グリムズ
(Archibald Grims)
声：山崎たくみ
シリーズ初登場は『OG2』。ノイエDCの指揮官。男性。34歳。カーラ曰く、独身。
普段は物腰の柔らかい紳士を装っているが、実際は血を流させること、無抵抗な者をいたぶることが好きな卑劣漢。元テロリストで、エルピス事件の実行犯でもある。オペレーション・プランタジネットの最中、バンを裏切りシャドウミラー側につく。最後はアースクレイドル内での決戦で追い詰められた末にライとエルザムの連携攻撃を受け、脱出も出来ないまま発狂して戦死する（『OGIN』では、ガーリオンのコクピットにR-2の左手による鉄拳を受け、脱出不能になったまま発狂、爆死する）。
血の色に似ているという理由でアッサムティーを愛飲する。グリムズ家は旧貴族の家柄でかつては財団を持つほどであったが、超機人に関わったため没落したと自ら語っている（新世歴16年には未だにグリムズ家は財団を維持している）。
乗機はガーリオン・カスタム、エルアインス、アシュセイヴァー2号機（GBA版）、ジガンスパーダ（『OGs』）、グラビリオン（『OGIN』）。

### テンザン・ナカジマ
[仲嶋 天山] (Tenzan Nakajima)
声：川津泰彦
シリーズ初登場は『OG』。DC所属のパイロット。男性。21歳。リュウセイ同様バーニングPTによる適正者選抜において、アドバンスド・チルドレンとしての適性があった事からDCにスカウトされる（念動力者ではない）。階級はないが大尉待遇を受けている。
操縦の腕前はリュウセイと互角以上（『DW』ではリュウセイとのバーニングPT決勝戦で菓子を食べながら遊び感覚で圧勝）であるが、刹那主義、享楽主義者であり、信念や情などは一切持ち合わせていない。言動全てが「無礼千万」の言葉に相応しく、目上の人間にも平然とタメ口で話し、礼儀の知識や作法については無きに等しい。戦争をゲームの延長的感覚でしか捉えておらず、それはセリフの端々にも見て取れる（スタッフの楽屋落ち的な要素もあり、アルトアイゼンに対して「赤くて角が生えていれば通常の3倍ってか？」の台詞も）。オタク的な考えの持ち主でもあり、ゲシュペンストMk-II・タイプRやシュッツバルトなどの試作機に対し「レア物」と執着を見せたこともある。語尾に「○○だっての」、驚いたりしたときに「ホ！」という口癖がある。
ある意味リュウセイのダークサイド的存在で、リュウセイ自身に戦う理由を考えさせるきっかけになる。最後はヴァルシオン改のゲイムシステムに取り込まれ、暴走したまま爆死した（リュウセイで撃墜した場合のみ、死に際に正気に戻る）。その後エアロゲイターによってゲーザ・ハガナーとして再生・洗脳されることになる（『DW』には登場せず）。名前の由来は艦上攻撃機「天山」から。
乗機はリオン・テストタイプ、ガーリオン・カスタム、バレリオン・カスタム、ヴァルシオン改など。

### テンペスト・ホーカー
(Tempest Hawker)
声：中博史
シリーズ初登場は『OG』。旧教導隊のメンバー。男性。39歳。階級は少佐。
16年前の「ホープ事件」により妻と娘を失っている。事件を招いた連邦軍へ復讐すべく、コロニー統合軍からDCに出向している。ラトゥーニと自分の娘を重ねて見る場面もあった。最後はヴァルシオン改に搭乗して復讐戦に打って出るも、ゲイム・システムに取り込まれて精神崩壊を起こし、機体を撃破されて死亡。ホープ事件の元凶ともなったジガンスクードを激しく敵視していた（『DW』や『Record of ATX』ではそのジガンスクードに倒されている）。ホーカーはイギリスの航空機メーカー、テンペストはホーカー社のイギリス空軍戦闘機「テンペスト」に由来。
騎士道・武士道的な精神を尊び過去に囚われない面が目立つ旧教導隊の中において、最後まで復讐に拘り、そのためならば卑怯な手段も厭わない異端の人物である。
乗機はガーリオン・カスタム、ライノセラス、ヴァルシオン改。

### トーマス・プラット
(Thomas Bratt)
声：宇垣秀成
DC所属のパイロット。男性。初出は『LOE』で、この時は元DCの傭兵でバゴニア軍に所属していた。
徹底的な個人主義者。戦争をスリリングのあるゲームと見なしており、性質が似ているテンザンとはある程度馬が合う。ただしテンザンよりは客観的に戦況を見ており、ゲームを楽しむことしか考えないテンザンを内心見下していた。事実引き際を良く見極めており、アードラー率いるDC残党とハガネ・ヒリュウ改の決戦の際はDC残党が敗北すると予想し、戦闘に参加せず「ゲームを降りる」と称し姿を消した。
乗機はガーリオン・カスタム。
『LOE』での詳細は魔装機神シリーズ#バゴニア連邦共和国を参照。

### ハンス・ヴィーパー
(Hans Weber)
声：枡谷裕
シリーズ初登場は『OG』。男性。38歳。極東支部の戦闘指揮官。階級は中佐。
狡猾で自己中心的な性格の冷血漢にして卑劣漢。エリート意識が強く己の出世と保身を第一に考え、特に自分の意に添わない者や反抗する者には左遷や秘密裏に抹殺を行うなど一切容赦しない。キョウスケやイルムなどを目の敵にしていた。語尾に「あ？」と（特に自身が嫌う部下に対して）脅しを込めてつけるのが口癖。DC戦争開戦前からEOTI機関に内通しスパイ行為を働いており、改良されたビルトラプターの輸送情報や、バーニングPTで選抜された優秀なプレイヤーの情報をEOTI機関へ横流ししていた。リョウトやテンザンがDC所属となったのもそのためである。未完成のビルトラプターによって引き起こされた事故も、連邦に飛行可能な機体を与えさせないと同時に「邪魔者」であるキョウスケを事故死として抹殺する目的で彼が仕組んだものであった。地球圏防衛計画に賛同するレイカー・ランドルフを疎んじている。
DC戦争終結後、ホワイトスターの出現をきっかけとして、シャインの身柄を手土産に連邦から離反しDC残党へ合流する。アースクレイドルでの長期冬眠で生き残ろうとしたが、ハガネ隊を足留めすべくセバストポリ基地へ差し向けられあえなく戦死した。
キョウスケが私怨で戦った数少ない人物である。『DW』ではキョウスケとの因縁は省略されており、最後は搭乗していたキラーホエールにクロガネの魚雷が命中し海の藻屑となった。事ある毎にアードラーらの行動に苦言を呈するなど、ある程度常識的な一面を見せていた。『Record of ATX』ではゲームと同様にキョウスケを陥れビルトラプターの事故を引き起こしている。こちらではアルトアイゼンの攻撃でキラーホエールを沈められた。

### ロレンツォ・ディ・モンテニャッコ
(Lorenzo)
声：中多和宏
ビアン、バン亡き後のDC残党軍首魁。男性。元はコロニー統合軍からの出向組で、階級は中佐。初出は『電撃スパロボVol.1』に掲載された、八房龍之助の漫画「狡兎死して走狗烹らるか？」。
L5戦役からインスペクター事件の間にDC残党のテロリストを率いて連邦軍の基地を占拠、宇宙へ上がって衛星通信網を寸断しようとするがATXチームに阻止され、ロレンツォ自身も搭乗していたヴァルシオン改・タイプCFをキョウスケに破壊され、死亡したものと思われる。
『DW』第6話にも登場、ゲームには『OGs』から登場した。漫画とは異なり前述の展開において死亡せず、以後もDC再興のため暗躍する。しかし『OG外伝』でヘルゲートから脱出して以降の行方がわかっておらず、『第2次OG』ではムラタ曰く「連絡すらとれなくなった」とのことである。

### ムラタ
(Murata)
声：江川央生
ロレンツォの部下。男性。45歳。漫画「狡兎死して走狗烹らるか？」が初出。フルネームは「ムラタ・ケンゾウ」だが、ゲームでは「ムラタ」とのみ表記されている。
リシュウに師事していたことがあり、ゼンガーやブリットの兄弟子にあたる。人斬りを自称し、「人機を斬る」ことを至上の喜びとする凶剣士。主義や理想などには興味がなく、強者と戦うためにDC残党の用心棒役を務めている。パイロットとしての技量は高く、特殊戦技教導隊に推薦されたこともある。乗機はガーリオン・カスタム“無明”。リシュウの下を去る際にテスラ研から奪ったシシオウブレードを装備している。
クスハが人質になっていると知って突撃したブリットのヒュッケバインMk-IIを一蹴し、その後グルンガスト弐式で出撃したブリットを（クスハ用のT-LINKシステムを用いたことによる不調もあり）終始圧倒していたが、最後はシシオウブレードを破壊されてブーストナックルで乗機を破壊された。
ゲームでは前述の展開以後もロレンツォに加担し、ハガネ・ヒリュウ改・クロガネと交戦する。『第2次OG』ではラ・ギアスに召喚されてゼンガーと戦い、地上に戻った後はガイアセイバーズに勧誘されてアルベロ亡き後のガンマ・セイバーの隊長を務めるが、グランド・クリスマス近海の戦闘で鋼龍戦隊に敗北して死亡。

### オレグ・ナザロフ
声：武政秀一
『第2次OG』にて登場。ノイエDC残党のパイロットで階級は大尉。バン直属部隊の隊長で、ガーリオンに搭乗する。インスペクター事件時、オペレーション・プランタジネットにおけるアインストとの戦闘で負傷し、顔に傷を負う（この時の顛末は『告死鳥戦記』で詳細が記されている）。それ以降アインストを殲滅することに異常なまでの執念を抱くようになり、ラ・ギアスに部下達共々召喚された後は、同じく召喚されたライン・ヴァイスリッターと遭遇し、エクセレンというパイロットがいるのを承知の上でアインストとみなし逆恨み同然に狙い続けていた。また、DC出身者らしく連邦側の人間も嫌悪しており、鋼龍戦隊と行動を共にしていたユウキのことも裏切り者呼ばわりしていた。その恨みへの執着は、エクセレンに「現実が見えていない」と評された。その一方で、シュウに対してはDC再興のための旗印として総帥にしようとするが、シュウ自身はそんな気はなかった。シュテドニアス軍やカークス軍の傭兵としてハガネと交戦するが、結局は返り討ちに遭った。その後、カークスが極秘で修復していたヴァルシオン改タイプCFの1機に搭乗するが、グランゾンをレーダーで感知するとラテルの命令を無視して独断専行する。最終的にはシュウ一行に敗れて戦死した。

### その他

#### 本編
- ゼンガー・ゾンボルト
- エルザム・V・ブランシュタイン
- ユウキ・ジェグナン
- リルカーラ・ボーグナイン
上記4名はバンプレストオリジナルのキャラクター一覧#クロガネクルーを参照。
- リョウト・ヒカワ
バンプレストオリジナルのキャラクター一覧#ハガネクルーを参照。
- アイビス・ダグラス
- ツグミ・タカクラ
- スレイ・プレスティ
- フィリオ・プレスティ
上記4名はプロジェクトTD#開発スタッフを参照。
- アラド・バランガ
- ゼオラ・シュバイツァー
- オウカ・ナギサ
- アギラ・セトメ
- クエルボ・セロ
上記5名はスクール (バンプレストオリジナル)を参照。
- ソフィア・ネート
- イーグレット・フェフ
- イーグレット・ウルズ
- イーグレット・アンサズ
- イーグレット・スリサズ
上記5名はアンセスターを参照。
- ヴィンデル・マウザー
- レモン・ブロウニング
- アクセル・アルマー
- エキドナ・イーサッキ
- ウォーダン・ユミル
上記5名はシャドウミラーを参照。
- ヴィルヘルム・フォン・ユルゲン
ゲシュタルト (バンプレストオリジナル)を参照。

#### 外伝作品
ストラングウィック&アルウィック兄弟
『OGクロニクル』「幻想に追われ追われて」に登場。科学者の兄ストラングウィックとパイロットの弟アルウィックの兄弟。自らの手でカスタマイズしたガーリオン・テストベッドを駆る。永久機関の開発を夢見たがために学会から嘲笑の的となり、自身を認めなかった世間に対して屈折した恨みを抱く。またラ・ギアスの存在を知っており、その地に到達するヒントを捜し求めイギリスのプラゴリア・カレッジを襲撃する。鉢合わせたサイバスターの動力源であるフルカネルリ式永久機関を狙って戦いを挑むが、アカシックバスターの前に敗れ去った。なお正確にはDCの所属であるか不明だが便宜的にここに記述する。
バルバラ・ロメロ
『OGクロニクル』「ヒゲの神さまの中の人はハラペコ」に登場。普段は村で食堂「Romero」を切り盛りしている気のいい女性だが、その正体はクエバス方面DC残党バルバラ隊の隊長。マルティンの妻。潜伏しつつDC再起の機会を伺っていた。乗機はリオン。こちら側の世界に転移してきて間もないアクセルを家に置いていた。ノイエDC決起の際にバルバラ隊にもバンからの招集があったが、バルバラ自身は息子と共にクエバスに残る。アクセルとの別れの際に食料として大量の缶詰を送ったが、缶切りを渡し忘れている。
ティモ・ロメロ
バルバラの息子。近くの湖に降りてきたソウルゲインを「ヒゲの神さま」と呼び、アクセルをヒーローの如く慕っている。偶然にも、バルバラ隊にスパイとして忍び込んでいたファン少尉の通信を聞いてしまい、連邦軍に人質にとられてしまう。
マルティン・ロメロ
シャドウミラーを参照。

### ゲーム
- DC戦争シリーズ	
  - 第2次スーパーロボット大戦 / 第2次スーパーロボット大戦G
  - 第3次スーパーロボット大戦
  - スーパーロボット大戦EX
  - 第4次スーパーロボット大戦 / 第4次スーパーロボット大戦S
  - スーパーロボット大戦F / スーパーロボット大戦F完結編
  - 全スーパーロボット大戦 電視大百科
- αシリーズ	
  - スーパーロボット大戦α
  - 第3次スーパーロボット大戦α 終焉の銀河へ
- OGシリーズ	
  - スーパーロボット大戦ORIGINAL GENERATION
  - スーパーロボット大戦ORIGINAL GENERATION2
  - スーパーロボット大戦OG ORIGINAL GENERATIONS
  - スーパーロボット大戦OG外伝
  - 第2次スーパーロボット大戦OG

### 書籍
- バンプレスト『Super Robot Wars Original Generation Official Book』2002年。（『OG1』購入特典）
- バンプレスト『SUPER ROBOT WARS ORIGINAL GENERATION 2 OFFICIAL BOOK』2005年。（『OG2』購入特典）
- バンプレスト『Super Robot Wars OG ORIGINAL GENERATIONS Official Perfect File』2007年。（『OGs』購入特典）
- バンプレスト『Super Robot Wars OG Official File GAIDEN』2007年。（『OG外伝』購入特典）
- 『電撃スパロボ! Vol.4』メディアワークス、2006年。ISBN 978-4-8402-3529-7。
- 『電撃スパロボ! Vol.7』メディアワークス、2007年。ISBN 978-4-8402-4044-4。